# Pterocuma pectinatum
Pterocuma pectinatum är en kräftdjursart som först beskrevs av Sowinsky 1893.  Pterocuma pectinatum ingår i släktet Pterocuma och familjen Pseudocumatidae. Inga underarter finns listade i Catalogue of Life.